# Naujasodis
Naujasodis è un ex comune del distretto di Molėtai, della contea di Utena, dell’est della Lituania. Secondo un censimento del 2011, la popolazione ammonta a 496 abitanti. Dal 2017 è parte dell’insediamento di Alanta.
La popolazione del luogo non ha mai raggiunto numeri altissimi per via della posizione: Naujasodis infatti è estremamente vicina, oltre che ad Alanta, anche ad Ukmergė, Kurkliai, Anykščiai e Utena: tutti centri abitati di peso maggiore.

## Storia
Nel 1853, fu costruita la villa ancora ad oggi visitabile e sede di biblioteca dal proprietario Tadas Pac-Pomarneckis. Tra il 1959 e il 1990, ha ospitato delle fattorie collettive. era l'insediamento centrale.
Oggi, come detto, il comune è stato soppresso e rientra nella giurisdizione di Alanta.